# Doctor C
Doctor C (estilizado como Dr.C desde 2020) es un programa de televisión de medicina y salud de Argentina, conducido por: Guillermo Capuya , emitido por C5N (2020/2021/2023, 2024 y 2025 (Argentina)y en 2022 por América Televisión (Argentina)

## Sinopsis
Guillermo Capuya, en su temporada 6, y su equipo de panelistas, como cada semana en sus dos emisiones, suman importantes invitados para analizar los temas de salud de mayor interés con información basada en evidencia y tratados por los mejores especialistas nacionales e internacionales.

## Equipo

### Conductores
- Guillermo Capuya, es un reconocido médico argentino, egresado de la Universidad de Buenos Aires (UBA). Cirujano y especialista en Urología.Trabajó en el INCUCAI en trasplante renal y estuvo becado por concurso en el Detroit Medical Center de los Estados Unidos. Tiene dos posgrados en : Marketing Estratégico (Universidad de Ciencias Empresariales y Sociales UCES) y Comunicación Científica, Médica y Medioambiental en  la Universidad Pompeu Fabra de Barcelona.

Hace casi 20 años que se encuentra en medios de comunicación 
Recibió 7 Premios Martín Fierro (4 de TV , 1 de radio y 1 por contenidos digitales)
Actualmente es directivo (Relaciones Institucionales) de una de las clínicas más importantes de Sudamérica, el Sanatorio Finochietto de la Ciudad de Buenos Aires.
Además conduce otro programa en Canal NET en su temporada 20, llamado Intelexis y también su programa de radio, Dr.C, nominado a Premio Martín Fierro 2023, por Radio10.
Es columnnista de salud desde hace varios años en Mañanas Argentinas; por C5N, canal de noticias y en Mañanísima por Canal 13. 
| Predecesor: - | Doctor C (Dr.C) 22 de abril de 2020 - presente | Sucesor: - |

- Datos: Q111721817